# Desmodium canadense
El Desmodium canadense es una planta ornamental de la familia Fabaceae nativa del Canadá como su nombre indica.
Es una planta herbácea perennifolia que se distribuye por Norteamérica en Estados Unidos y Canadá.

## Taxonomía
Desmodium canadense fue descrita por (L.) DC.  y publicado en Prodromus Systematis Naturalis Regni Vegetabilis 2: 328. 1825.
Etimología
Desmodium: nombre genérico que deriva del griego: desmos que significa "cinta que sujeta".
canadense: epíteto geográfico que alude a su localización en Canadá.
Sinonimia
- Hedysarum canadense (L)
- Meibomia canadensis
- Hedysarum canadensis L.[2]